# Cyrtandra georgiana
Cyrtandra georgiana är en tvåhjärtbladig växtart som först beskrevs av Forbes (pro. sp..  Cyrtandra georgiana ingår i släktet Cyrtandra och familjen Gesneriaceae. Inga underarter finns listade i Catalogue of Life.